# Cantonul Vic-sur-Cère
Cantonul Vic-sur-Cère este un canton din arondismentul Aurillac, departamentul Cantal, regiunea Auvergne, Franța.

## Comune
| Comune                  | Populație (1999) | Cod poștal | Cod INSEE |
| ----------------------- | ---------------- | ---------- | --------- |
| Badailhac               | 122              | 15800      | 15017     |
| Carlat                  | 305              | 15130      | 15028     |
| Cros-de-Ronesque        | 137              | 15130      | 15058     |
| Jou-sous-Monjou         | 136              | 15800      | 15081     |
| Pailherols              | 153              | 15800      | 15146     |
| Polminhac               | 1.156            | 15800      | 15154     |
| Raulhac                 | 332              | 15800      | 15159     |
| Saint-Clément           | 80               | 15800      | 15180     |
| Saint-Étienne-de-Carlat | 115              | 15130      | 15183     |
| Saint-Jacques-des-Blats | 325              | 15800      | 15192     |
| Thiézac                 | 614              | 15800      | 15236     |
| Vic-sur-Cère            | 1.890            | 15800      | 15258     |